# Catedral de Nuestra Señora de Lourdes (Florencia)
La Catedral Metropolitana Nuestra Señora de Lourdes es una iglesia catedralicia colombiana de culto católico consagrada a la Virgen María bajo la advocación de Nuestra Señora de Lourdes. Se localiza en el costado occidental de la Plaza San Francisco de Asís del municipio colombiano de Florencia, capital del departamento del Caquetá. La catedral es el principal templo de la Arquidiócesis de Florencia.

## Historia

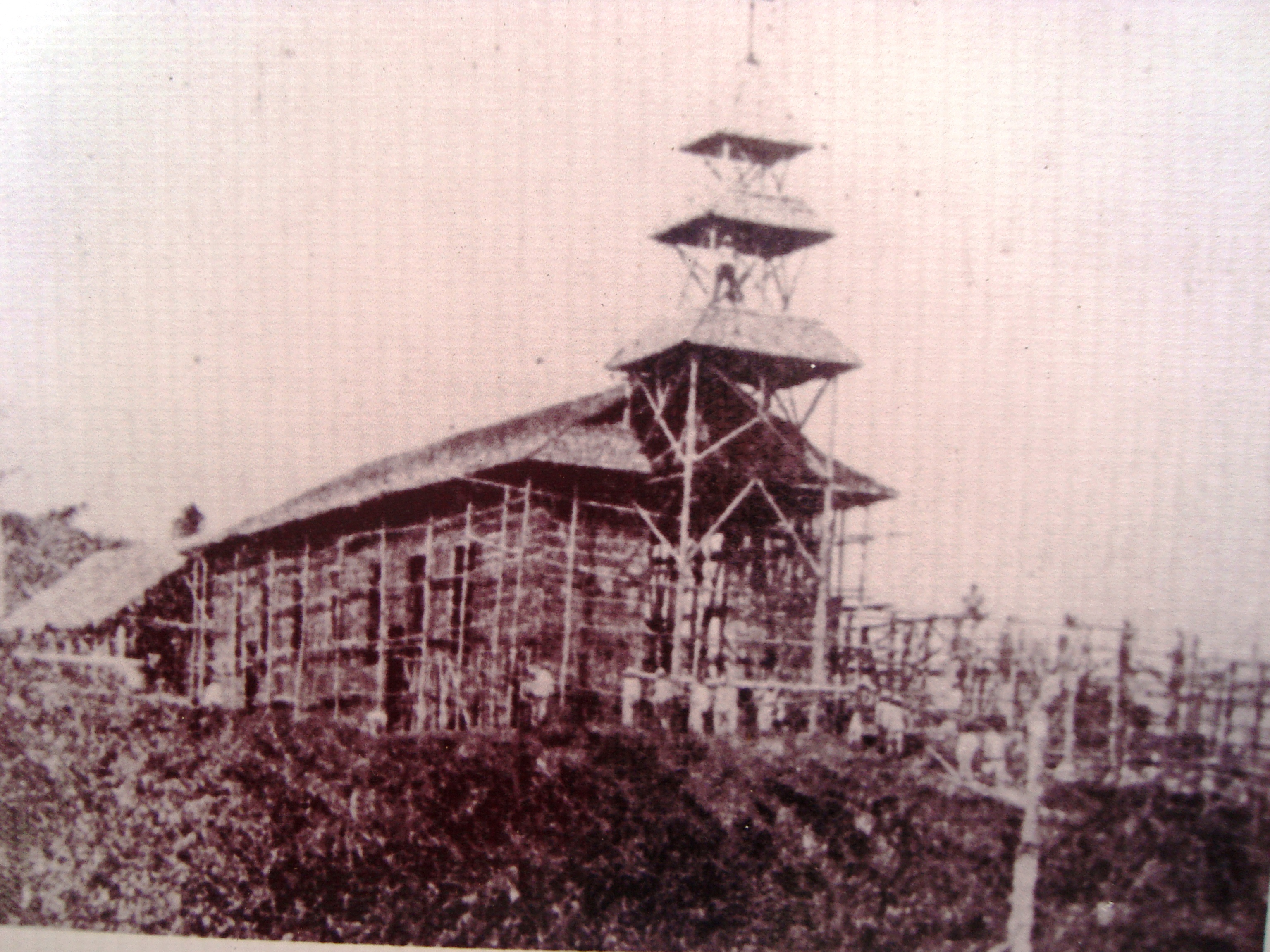
Templo antiguo de Florencia (Caquetá).

Su historia se remonta a principios del siglo XX, específicamente al 6 de agosto de 1906, cuando el cauchero Urbano Gutiérrez adquiere una estatua de la Virgen María como agradecimiento por sus prósperos negocios. El Padre Lucas Ibarra la bendijo y la proclamó patrona del lugar con el nombre de Iglesia de la Santísima Virgen de Lourdes de Florencia.
La primera construcción del templo se realizó en  1908 con un rancho en madera levantado por los colonos en la Plaza San Francisco de Asís, que en ese entonces era la única plaza del caserío. Sin embargo, entre 1908 y 1909 se hicieron nuevos planos de Florencia, los cuales fueron ajustando el diseño de lo que hoy es el centro de la ciudad. El último de ellos fijó la actual Plaza Pizarro, ubicado a tres cuadras de la Plaza San Francisco de Asís, como la principal de la ciudad.
Años más tarde en 1916 se construyó en el mismo lugar del anterior el segundo templo bajo la dirección de Fray Jacinto María de Quito. El 18 de julio de ese mismo año arribó a Florencia el Excelentísimo Esteban Rojas, Obispo de Garzón y principal impulsor de la obra. El Padre Benito de la Antigua Guatemala, decano de la misión, en asocio del señor Comisario Especial del Caquetá, del jefe de la sección de zapadores y del señor Alcalde de Florencia, marcharon por las calles de la población como señal de bienvenida a tan ilustre visitante.
El desfile pasó después a la plaza San Francisco de Asís, frente al atrio del templo, en donde llevó la palabra el señor Cupertino Vargas y tres ninfas, representando la fe, la esperanza y la caridad, y después obsequiaron al señor Obispo con una corona de flores. Al día siguiente se verificó la ceremonia de bendición de las tres campanas que se denominaron Lourdes, Divina Pastora y San Antonio por parte del Obispo.

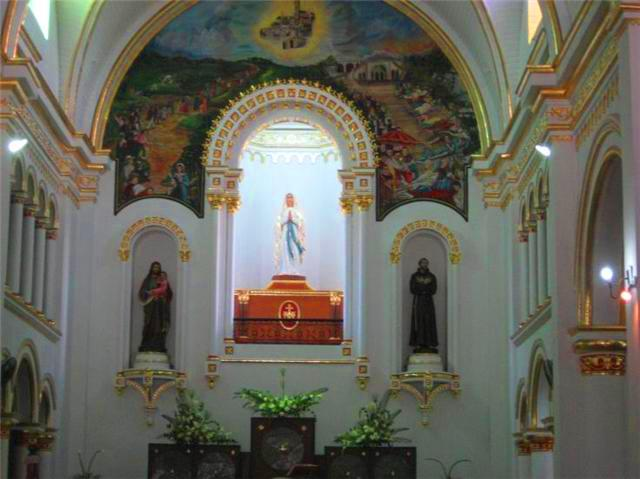
Vista del altar mayor de la Catedral.

En medio de las severas críticas de la clase dirigente de esa época, que consideraba que ese templo no respondía a los esfuerzos, a la fe de los habitantes ni a la presentación arquitectónica del municipio, el templo abrió sus puertas al pueblo católico el 19 de julio de 1917. En 1920, al inaugurarse oficialmente el convento construido como complemento del templo, fueron alojadas allí ocho monjas y cuatro misioneros que fueron enviados para reforzar la obra religiosa en el territorio del Caquetá. En el año de 1925, el vicario apostólico de la época compró una nueva imagen de la Virgen de Lourdes, que mide un metro con veinticinco centímetros, para reemplazar a la que donó Urbano Gutiérrez.

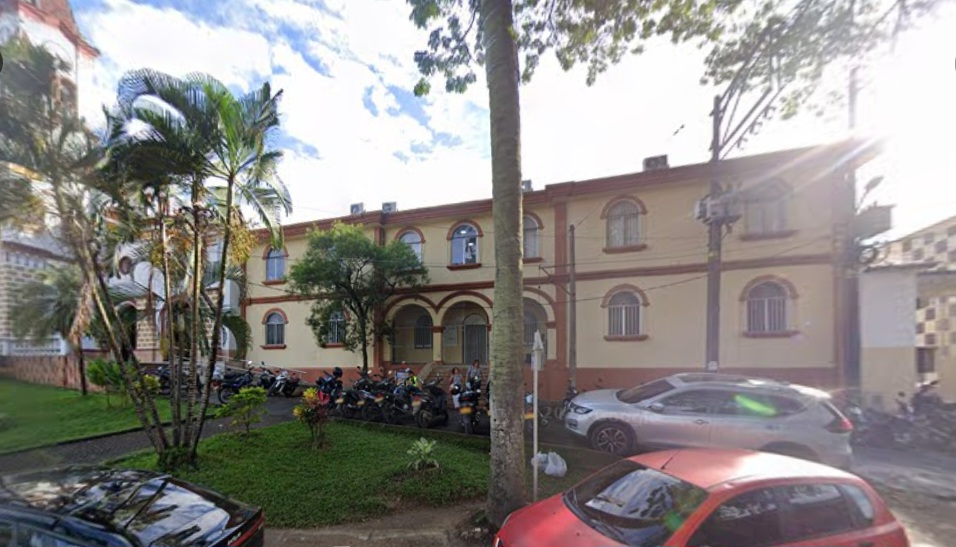
Casa de sacerdote de Florencia Caqueta

Luego el 20 de julio de 1932, y después de que la feligresía y las propias autoridades comisariales y municipales elevaran su clamor por un nuevo templo, se iniciaron las obras de construcción de la actual catedral bajo la dirección del fraile español Jaime de Igualada y el maestro de obra Francisco Antonio Arango. Después de cinco años de trabajos, se bendijo el 11 de febrero de 1937, fecha de culminación de la edificación actual. El Concejo Municipal de aquel tiempo aprobó una partida especial de 35 pesos oro para la compra de un reloj que fue instalado en su torre principal.

## Arquitectura
Su alzada, planta y ornamentos de  arquitectura ecléctica con mayor influencia del republicano, de inspiración gótica, se manifiesta en su fachada compuesta por tres naves, torre con campanario, acceso por cinco puertas frontales, la principal de ellas con tímpano, y rosetón en el centro de la fachada.

Internamente destacan sus arcos, columnas con capitel, vitrales y su techo adornado con arcos de medio punto. Tras el presbiterio sobresale la gruta con la imagen de la Virgen de Lourdes traída de Italia, el sagrario y la pintura al óleo que rodea la gruta. Se encuentran elaborados vitrales en el transepto y ventanas tipo ojos de buey sobre las puertas secundarias.
En la cripta reposan los restos de Fray Jaime de Igualada, Monseñor Antonio María Torasso (IMC), José Ravera (IMC), Monseñor José Luis Serna Alzate (IMC), entre otros sacerdotes. Tiene capacidad para 600 personas y ofrece los  servicios religiosos todos los días.

## Galería de imágenes

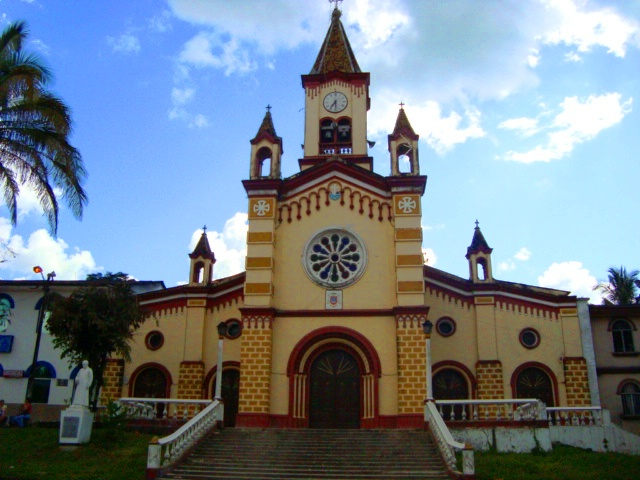
Fachada principal de la Catedral.
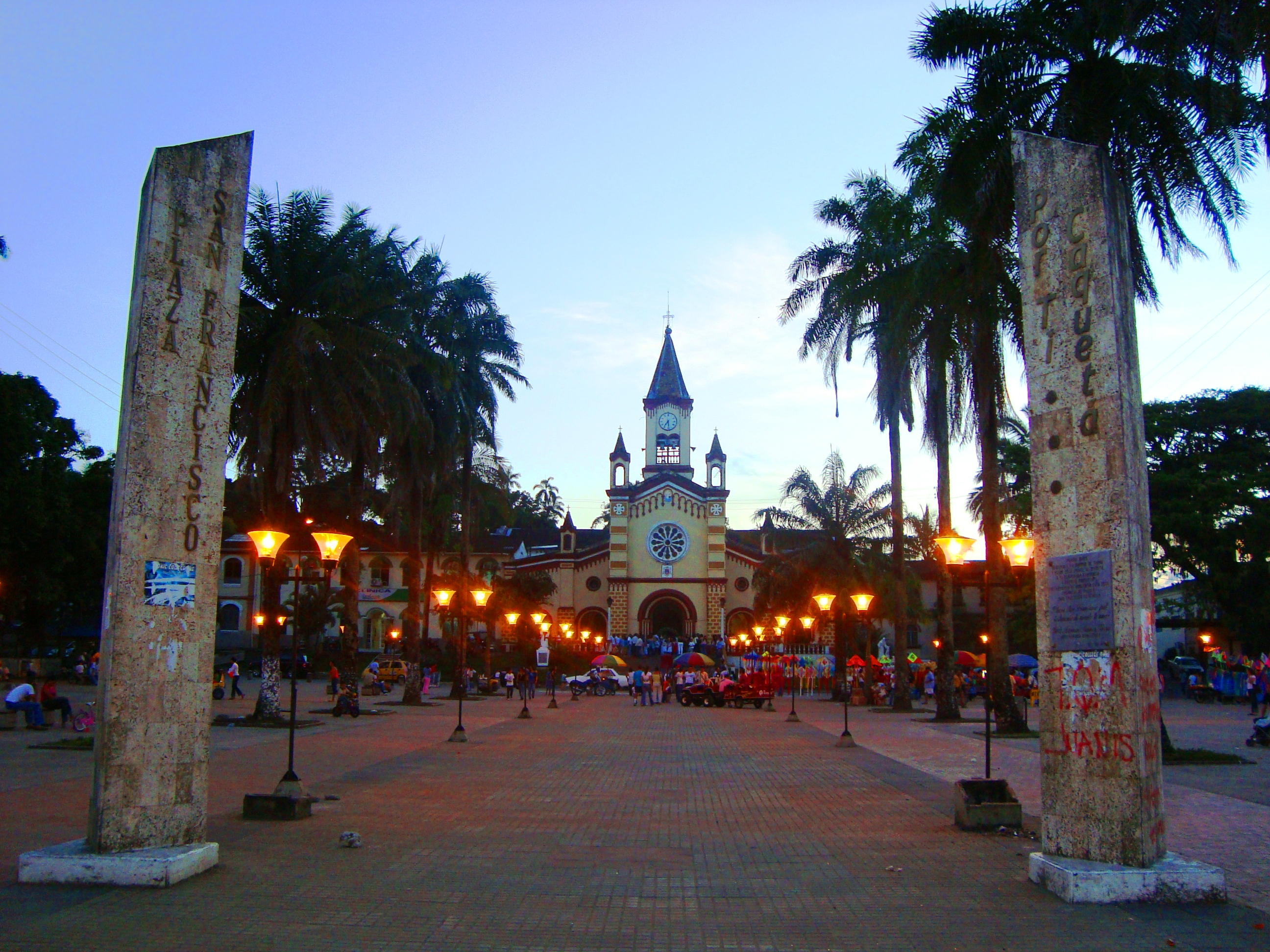
Enmarcada en el Parque San Francisco.